# ケイン (プロレスラー)
ケイン（Kane、本名：Glenn Thomas Jacobs、1967年4月26日 - ）は、アメリカ合衆国の政治家、プロレスラー。共和党所属。テネシー州ノックス郡郡長。
スペイン・トレホン・デ・アルドス（米空軍トレホン・デ・アルドス空軍基地）生まれ、テネシー州ナッシュビル育ち。
「赤い処刑マシーン（The Big Red Machine）」、「赤い怪物（The Big Red Monster）」、「悪魔が信頼を寄せる怪物（The Devil's Favorite Demon）」の異名を持つ。また、自身の熱狂的なファンを「ケイネナイツ（Kanenites）」という。

## 来歴

### 初期
ボリス・マレンコに師事し、1992年にデビュー。日本へはマレンコ道場と関係の深かった藤原組に本名で数度来日している（表記はグラン・ジェイコブス）。地元のテネシー地区を主戦場に、メンフィスのUSWA（ジェリー・ジャレット&ジェリー・ローラー主宰）、ノックスビルのSMW（ジム・コルネット主宰）などを転戦。SMWではユナボム（Unabomb）をリングネームに、アル・スノーとのコンビでタッグ王座を保持していた。1993年3月WCWにブルーザー・マスティノ（Bruiser Mastino）のリングネームで登場。スティングと対戦した。
1995年、歯科医師ギミックのアイザック・ヤンカムDDS（Isaac Yankem, DDS）としてWWFに登場、同年8月27日のサマースラムでブレット・ハートとも対戦するがすぐにフェードアウト。翌1996年9月、WCWに引き抜かれたケビン・ナッシュのギミックを継ぎ、2代目ディーゼル（Diesel）に変身するがファンの不評を買い、続けてフェードアウトした。

### ケイン
1997年に現在のリングネームであるケインとなった。ケインはジ・アンダーテイカーの異父弟（父はテイカーのマネージャー、ポール・ベアラーという設定）として登場し、また兄テイカーの母親がベアラーと浮気をしたことでケインが産まれたことに激怒したテイカーが自宅を放火したことにより、ケインの母は死亡し、ケインも全身に大火傷（次第に顔だけ火傷に変更、マスクを外した現在は火傷は無かったことになっている）を負わされたことへの復讐をする、というアングルが組まれ、火傷を隠すためのマスクがトレードマークとなった。1997年10月5日に開催されたバッド・ブラッドでのジ・アンダーテイカー対ショーン・マイケルズのヘル・イン・ア・セル戦で、テイカーが勝利する目前でケインが鍵のかかった金網のドアを破壊して乱入し、テイカーにツームストーン・パイルドライバーを浴びせて敗退させ、WWFデビューした。
その後はケインに火傷を負わせたことに負い目を感じて反撃しないテイカーをケインが徹底的に追い詰める展開が続くが、テイカーの必死の説得により、一度は和解したかに見えた。しかし、ロイヤルランブルのショーン・マイケルズ対アンダーテイカーの棺桶マッチのWWF王座戦で、D-ジェネレーションXの集団攻撃を受けるテイカーを助け出したかに見えたが、その直後に自らの手でテイカーにツームストンを浴びせて棺桶に閉じ込めてテイカーを敗退させる。さらにテイカーが閉じ込められた棺桶にベアラーが用意したガソリンをまいて炎をつける暴挙に出た。しかし、スタッフによって消火されて棺桶の蓋を開けるとそこにテイカーの姿は無かった。そして魔力によって炎を回避して復活したアンダーテイカーが遂にケインとの対戦を受諾。1998年3月29日、WrestleMania XIVでジ・アンダーテイカー対ケインが実現し、激闘の末にテイカーの必殺技ツームストーン・パイルドライバーを3連発で浴びて遂に敗れる。イン・ユア・ハウスにて史上初のインフェルノ・マッチ（リング四方に設置されたガス管から上がる炎で相手を燃やした方が勝ちという形式）で再戦するがここでも敗れる。
その後もテイカーらと王座戦線で抗争し、同年のキング・オブ・ザ・リングではストーン・コールド・スティーブ・オースチンとのファースト・ブラッド・マッチに勝利しWWFヘビー級王座を獲得するも、その翌日のRAWで再び取り返され一日天下に終わっている。しかし、覆面レスラーがWWFヘビー級王座のベルトを腰に巻いたのは長きに渡るWWE史上、彼が初めてであるため、1日とはいえ偉業である。ちなみに世界ヘビー級王座を覆面レスラーで初めて獲得したのはレイ・ミステリオであり、WWEで頂点に立ったことのある覆面レスラーは現時点でもこの2人だけである。
王座陥落後はサマースラムを前後してジ・アンダーテイカーと初めて結託、実質的にはこれが後にブラザーズ・オブ・デストラクション（The Brothers of Destruction / 破壊兄弟）と呼ばれるタッグの初登場となる。結託後も王座戦線に絡み続けるがその後テイカーと決裂するなど、主にテイカーとの抗争・共闘を通じてWWFのトップレスラーに上り詰め、他のトップレスラーたちとも抗争を繰り広げていく。また、当初はテイカーに負わされた火傷によって喋ることが出来ないという設定だったが、ケインのマスクに付けられている拡声器によって小さいながらも不気味な声で喋るようになった（フェイスターン後にこの設定は無かったことにされた）。
1999年には、Xパックによってそれまで心を持たない破壊マシーンだったケインが人間性を取り戻すという友情ストーリーが展開され、フェイスターンしXパックと共にWWF世界タッグ王座を獲得したが、ケインの初恋相手トーリをXパックが略奪し裏切るという愛憎劇に発展した。

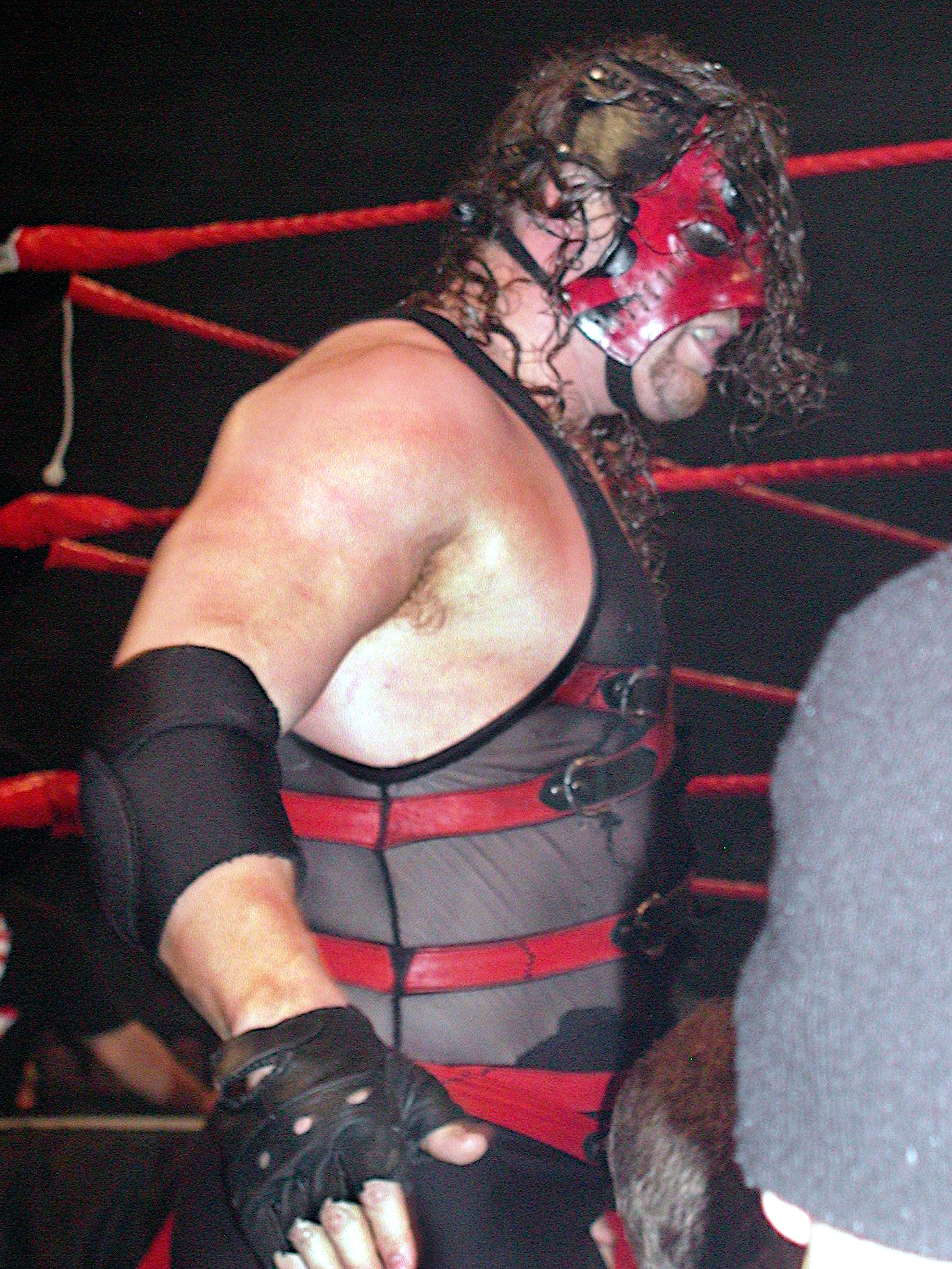
2003年

2000年にアンダーテイカーが大きくバイカーギミックにチェンジした後も抗争と共闘を繰り返し、テイカーとのタッグ破壊兄弟では2001年に2度WWF世界タッグ王座を獲得、ストーンコールド・スティーブ・オースチンとトリプルHのタッグや，WCW&ECW連合軍と抗争した。2002年のWWEのブランド分割後はRAW所属となり、ザ・ハリケーンやロブ・ヴァン・ダムとタッグを結成し王座を獲得している。また、ハルク・ホーガンとザ・ロックと共にタッグを組んだ際には、試合前にホーガンとロックの決め台詞を物真似して気合いを入れるなど、コミカルなギャグをかますようにもなっていた。

### 素顔での活動
2003年6月に、「負けたらマスクを外す」という条件でトリプルHの世界ヘビー級王座に挑戦するが、エボリューションの乱入で敗れ、試合後も集団暴行されてマスクを外されそうになったところをタッグパートナーのロブ・ヴァン・ダムに救出されるが、結局自らマスクを外すと突然ヴァン・ダムにチョークスラムを浴びせてタッグを解消するとともにヒールターン。以後、素顔での活動を開始した。
その後は典型的な狂人ヒール、怪物ヒールとして暴虐の限りを尽くし、ジム・ロスのインタビューを受けると逆上して暴行してガソリンをまいて火をつけたり、説得してきた元相棒のロブ・ヴァン・ダムにも勝利、リンダ・マクマホンにもツームストン・パイルドライバーを浴びせ、それに激怒した息子シェイン・マクマホンとの抗争にも勝利した。
2003年のサバイバー・シリーズでは、シェインとの抗争に決着を着けた後、ビンス・マクマホン対ジ・アンダーテイカーのベリード・アライブ・マッチに乱入し、ビンスの勝利をアシストした。しかしその後墓堀人時代のアンダーテイカーを匂わせる怪奇現象に脅かされ始め、2004年のWrestleMania XXにてテイカーとの試合が決定。当日、ケインの前にアメリカン・バッドアス（バイカー）ギミックから再び墓堀人ギミックとなったテイカーが現れ、ツームストーンで敗北した。
その後はショーン・マイケルズとの短期抗争の後、ディーヴァのリタとのストーリーが中心に組まれた。リタを巡ってのマット・ハーディーとの抗争、リタとの結婚、妊娠、ジーン・スニツキーの攻撃による流産、その後の抗争、という一連のアングルが組まれた（当初は流産はストーリーにはなかったが、ケインがスニツキーの攻撃を受けた際に、受け止めきれずに勢いあまってリタに覆いかぶさるように倒れてしまったために急遽追加したもので、これにより妊娠ストーリーは予定より早く終了した）。フジテレビのWWE放送にて「悩める怪物」という呼び名が付いていたのはこの頃である。2005年に入り、リタがエッジと浮気するストーリが展開し、ギミック上の結婚を解消、エッジと抗争に入った。エッジとの抗争のメインがマット・ハーディーに移ると休暇期間に突入した。同年10月にRAWに復帰。PPVタブー・チューズデイにてビッグ・ショーとタッグを組み、巨漢レスラー2人によるダブルチョークスラムがフィニッシュムーブとして世界タッグ王座を長期に渡って防衛した。2005年のサバイバー・シリーズでのスマックダウンとの対抗戦に向けたストーリーでは、ダブルチョークスラムよりバティスタに筋断裂の重傷を負わせている。
2006年4月3日のRAWで世界タッグ王座から陥落。その後ケインは「5月19日（メイ・ナインティーン）」という言葉を聞くと状況に構わず逆上してみせるようになり、これをアングル化してビッグ・ショーとのタッグを解消し、かつてのケインのマスクとコスチュームを着けた偽ケインと抗争した。その後はD-ジェネレーションXがケインをたきつけたことでウマガと抗争、RAW ファミリー・リユニオンにおいてウマガとの敗者RAW追放マッチに敗れ、スマックダウンに移籍した。移籍後はMVPとの抗争を開始し、アンダーテイカーの抗争相手だったミスター・ケネディがMVPを援護したこともあって、久々に破壊兄弟を再結成して勝利。アルマゲドンではインフェルノ戦ではMVPの背中に炎で火傷を負わせて勝利した。

### ECW時代
2007年に入ってからはグリート・カリやECWのビッグ・ダディ・Vと抗争。同年から2008年に掛けては何かと負けの多い（ビッグネームにしては珍しくジョバー的）待遇を受けていたが、2008年のWrestleMania XXIVのダーク・マッチでチャボ・ゲレロの持つECW王座への挑戦権を賭けた「24人バトルロイヤル」において優勝。本大会のチャボ・ゲレロとの王座戦では、試合開始わずか8秒でチョークスラムで瞬殺しECW王座を獲得した。この結果によってECWへと移籍となった。ジャッジメント・デイではチャボ・ゲレロとの再戦で防衛も果たした。
2008年6月のドラフトでECW王座を保持したままRAWへの移籍が決定する。同年7月に行われたナイト・オブ・チャンピオンズではマーク・ヘンリー、ビッグ・ショーを相手にトリプルスレット形式でECW王座の防衛戦に臨んだが、ビッグ・ショーを倒した隙にマーク・ヘンリーにスプラッシュを喰らい、そのままフォールされタイトルを失った。タイトルを失ったあとはヒールターンし、レイ・ミステリオとマスクを巡る抗争を展開する。

### 2度目の最高王座、そして再びアンダーテイカーとの対立
2009年のドラフトでスマックダウンへ移籍する。移籍後しばらくテレビに登場していなかったが6月28日のザ・バッシュでのグレート・カリとドルフ・ジグラーのノーDQ戦に乱入しカリを襲撃する。以降カリと抗争を開始する。しかし、カリの負傷後は、ヒールとの対立が目立ち、ついにテイカーと組んで完全にフェイスターンした。

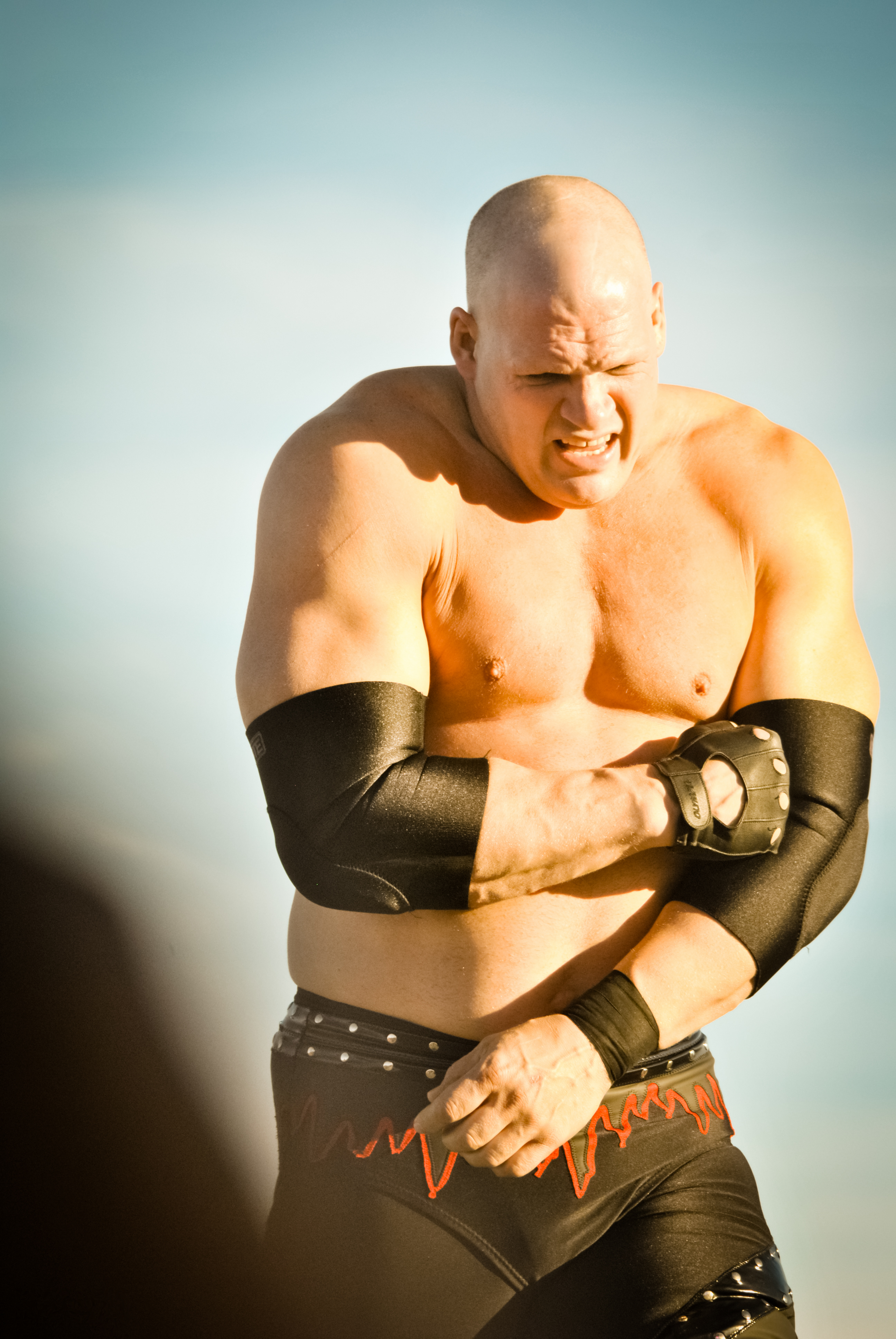
素顔時代（2010年）

2010年2月21日のエリミネーション・チェンバーではドリュー・マッキンタイアの持つインターコンチネンタル王座に挑むが獲得とはならなかった。2月26日のSmackDown!ではマネー・イン・ザ・バンクの予選試合でマッキンタイアに勝利し、マッキンタイアの無敗記録をストップさせた。
2010年5月28日のSmackDown!でアンダーテイカーが眼窩底骨折の重傷を負い、長期離脱したことをうけてストーリー上では「テイカーが何者かに襲撃されて植物状態になった」とされ、弟ケインによる犯人探しのストーリーが展開される。ケインはSmackDown!所属レスラーを無差別に襲撃し、フェイタル・4ウェイの世界ヘビー級王座戦に出場するジャック・スワガー、ビッグ・ショー、CMパンク、レイ・ミステリオの中に犯人がいると決め付けて出場者全員にチョークスラムを浴びせる。、フェイタル・4ウェイの当日には、「背後からの襲撃とはいえ、たった一人の人間が強大な力を持つテイカーを植物状態にまで追い込めるはずがない。犯人は複数いるはずだ」との理由で、ストレート・エッジ・ソサエティのリーダーであるCMパンクを犯人と決め付けて襲撃。6月25日のSmackDown!でCMパンクと対戦し、ストレート・エッジ・ソサエティのメンバーを蹴散らして勝利し、CMパンクは会場外に逃亡したものの腕に怪我を負わせる。しかし、7月2日のSmackDown!にて、テイカーが襲撃された当日にストレート・エッジ・ソサエティ（禁欲主義）のメンバーであるセリーナがバーで飲酒しているところにCMパンク含めた他のメンバーがセリーナに激怒している映像をセリーナが自分の追放を覚悟してケインに公開したことで、パンク達が犯人ではないと納得して抗争は終了。その後はジャック・スワガーを犯人と決め付けて襲撃。スワガーもテイカーが襲撃された当日は父親と一緒にいたとする写真を公開するが、ケインは納得せず、逃げ遅れたスワガーの父親役（ジミー・ゴールデン）にチョークスラムとツームストンを浴びせた。
7月18日、マネー・イン・ザ・バンクでSmackDown!のマネー・イン・ザ・バンク・ラダー・マッチで優勝し世界ヘビー級王座への挑戦権を獲得。同日に行われたレイ・ミステリオ対ジャック・スワガーの世界ヘビー級王座戦でミステリオが勝利した後、スワガーによりミステリオが攻撃を受けている中乱入しスワガーを追い払ったが、直後にケインは王座挑戦権を行使しミステリオに勝利、初の世界ヘビー級王座を獲得した。
その後は王座挑戦権を獲得したミステリオと抗争。抗争の途中で意識は不明ながらも回復の兆しをみせたテイカーがうわ言でミステリオの名を口にした事から、ケインはテイカー襲撃犯をミステリオと断定する。8月15日のサマースラムでミステリオに勝利した後、さらにツームストンを3連発で浴びせ、ケイン自らが用意した棺桶にミステリオを葬ろうとするが、蓋を開けると無人のはずの棺桶の中からテイカーが復活、テイカー襲撃犯がケインであったことが判明する。以後テイカーと抗争を繰り広げ、9月19日にナイト・オブ・チャンピオンズでノー・ホールズ・バード形式の王座戦で勝利。その後、ポール・ベアラーが復活してテイカーと結託したことでテイカーの力が復活し、劣勢となるが、10月3日のヘル・イン・ア・セルでのヘル・イン・ア・セル・マッチでベアラーがテイカーを裏切って勝利する。遂には10月24日、ブラッギング・ライツでのベリード・アライブ・マッチでもネクサスの援護もあり勝利、テイカーを生き埋めにした。
テイカーとの抗争終了後はエッジと抗争。エッジに父ポール・ベアラーを誘拐されてしまい翻弄される。11月のサバイバー・シリーズではダブルフォールにより王座は守ったが、その後のスマックダウンでエッジがベアラーの口を塞いで車椅子に縛り付けて暴行したり、ケインが追いかけてきたところでベアラーに似せたダミー人形を乗せた車椅子を階段から落とす等を何度も繰り返したことで翻弄され、最後はエッジがフロアの上階でベアラー本人を乗せた車椅子を高い壇上にセットし、またダミー人形だと思い込んで苛立ったケインが壇を押し倒したことでベアラーは下の階に落下して死亡（ストーリー上）。12月のTLCではエッジ、レイ・ミステリオ、アルベルト・デル・リオとの4ウェイ形式でのTLC戦でエッジに敗北、王座から陥落した。
2011年に入ってからは、あまり目立った抗争などはなく、ロイヤルランブルでは世界ヘビー級王座には挑戦せずにロイヤルランブル・マッチにてラスト40番目に登場する。しかし、レイ・ミステリオに34番目で落とされる。次のPPV エリミネーション・チェンバーでの世界ヘビー級王座をかけたチェンバー戦に出場すべく、スマックダウンでの予選試合でチャボ・ゲレロを余裕で倒し出場権を獲得する。2月20日のエリミネーション・チェンバーで、4番目に登場しビッグ・ショー、ドリュー・マッキンタイアと次々脱落させていくもレイ・ミステリオを担いだ状態でエッジのスピアーを喰らい4番目に退場となる。
3月4日のスマックダウンで、コアにアンダーテイカーを生き埋めにするのを手伝った代わりにビッグ・ショーを叩きのめす手伝いをしてくれと頼まれる。その日のビッグ・ショーとのシングル戦で途中コアが乱入、彼らの指示通りにビッグ・ショーを椅子で殴打するも、その後ビッグ・ショーに押されたジャスティン・ガブリエルがケインにぶつかったため、怒ってガブリエルの背中に椅子をフルスイングで叩き付けた。翌週の11日でビッグ・ショーと再試合するもコアがまたもや乱入、コアのウェイド・バレット&ヒース・スレイターとのタッグ戦を行うことになるが、試合途中でコアに袋叩きに遭う。4月19日、ビッグ・ショーとの超重量級タッグを再結成してガブリエル&スレーターとの王座戦に挑み、これを制してWWEタッグ王座を獲得した。この時点でほぼフェイスターンしており、コアとの抗争を開始。後にドラフトの影響により抗争相手はネクサスに切り替わったが、5月に行われたタイトルマッチにてネクサスに敗れて王座陥落。ネクサスとの抗争中はメイソン・ライアンの怪力ぶりに狼狽するシーンも度々見受けられた。

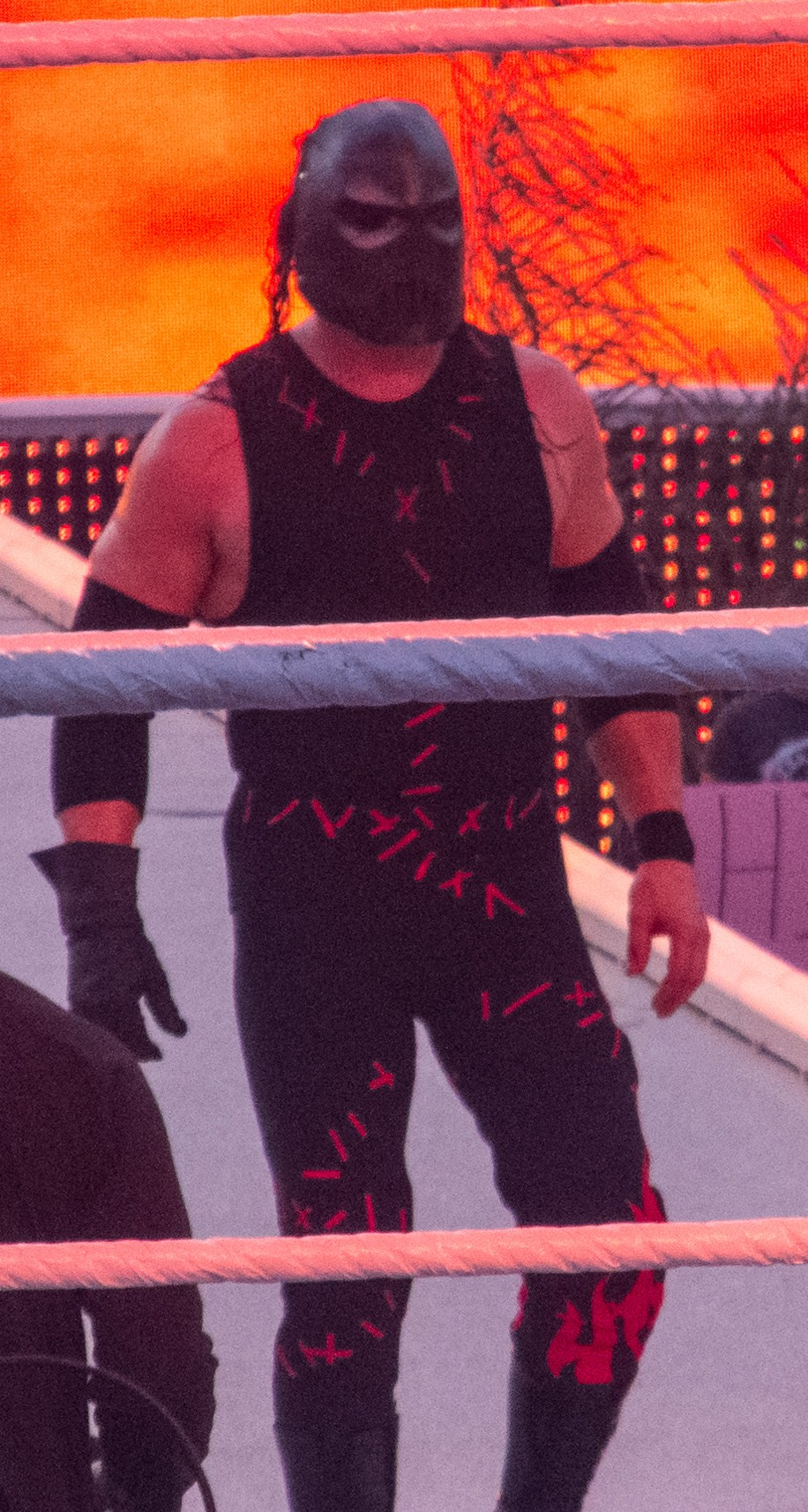
オーバーマスクを着けた入場シーン。(レッスルマニア28にて)

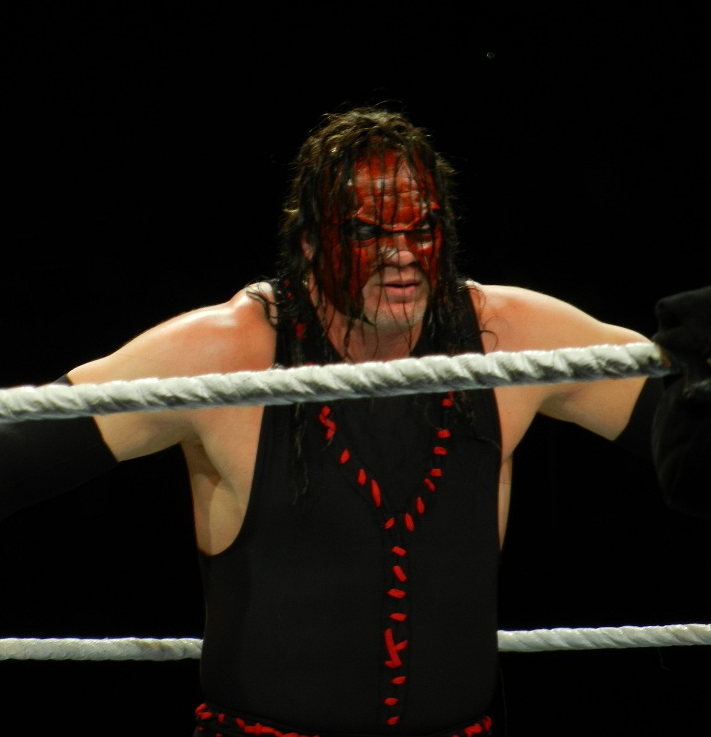
通常試合でのマスク姿

### 再び覆面レスラーへ、新たな名タッグ結成
2011年7月にマーク・ヘンリーの攻撃を受けて欠場後、番組中に度々ケインが再びマスクを装着することを匂わせる復帰告知が流れた後、12月11日のRawにてヘンリー対ジョン・シナ戦に8年ぶりに覆面を被って乱入するとシナにチョークスラムを放ち抗争を開始。その理由は、シナに悪の感情を認めさせるというもので、シナの友人ザック・ライダーや彼と行動していたイヴ・トーレスをも巻き込み、シナを苦しめた。その後、2012年1月29日のロイヤルランブルと2月19日のエリミネーション・チェンバーにてシナと対戦。後者の救急車戦（アンビュランス・マッチ）でシナに敗退後はランディ・オートンとの抗争を開始し、4月1日のレッスルマニア28にて勝利を収めた。
その後はCMパンクのWWE王座を狙い、さらにダニエル・ブライアンやAJらを巻き込んだ複雑な抗争を展開（このころ、徐々にベビーターンしている）。最終的にはブライアンと8月のサマースラムで一騎討ちで対戦するも、丸め込みでカウント3を奪われて敗北した。しかし1週間後の8月27日放送のRAWでGMとなったAJの指示によりライバルであったブライアンとともにアンガーマネジメントに参加することになってしまう。その流れでタッグを結成することになり、9月10日放送のRAWでタイタス・オニール&ダレン・ヤング組とタッグ王座の挑戦権を賭けて対戦。試合中に勝手な行動を見せたブライアンに激怒しチョークスラムで投げ捨てるも、ヤングの上に覆いかぶさる形になったためフォール勝ちしタッグ王座の挑戦権を獲得。ナイト・オブ・チャンピオンズでコフィ・キングストン&Rトゥルースと対戦するも、試合中に再び仲間割れ。トップロープに上ったところでブライアンと口論になり突き落されてしまうが、落ちた先が倒れていたコフィだったためそのままカバーしたと見なされフォール勝ち。結果的にタッグ王座を取得。その後ファン投票によりタッグ名がケインとブライアンの決め台詞「NO!」に肖った「チーム・ヘル・ノー」と決定され、以降ブライアンとのコミカルなやり取りでファンから大きな支持を受け、2012年後半～2013年中盤にかけて、レッスルマニア含め何度も王座を防衛している。
レッスルマニア後はジ・アンダーテイカーをも巻き込んで、それ以前に戦っていたシールドとの抗争に戻って戦うが劣勢が続き、エクストリーム・ルールズのトルネード式王座戦にて敗れ王座を失った。

### 怪奇派から体制側ヒールへ
その後はマネー・イン・ザ・バンクのオールスター・マネー戦に出る予定であったがワイアット・ファミリーの襲撃を受け不参加となり、サマースラムはブレイ・ワイアットと直接「インフェルノ・マッチ」で対決。しかしワイアットの手下の介入により敗れ、そのまま行方不明となった（実際は映画撮影の為）。数か月後PPVヘル・イン・ア・セルにて復帰し、ワイアット・ファミリーを一掃してザ・ミズにチョークスラムを決める。しかし翌日のRAWでザ・ミズと対戦後ステファニー・マクマホンを呼び出し、彼女を罵った末に自らマスクを外し渡す。翌週のRAWでHHH中心の体制側組織オーソリティーのメンバーとして素顔に背広という格好で登場し、運営部長のポジションに就く。オーソリティーの一員となってからしばらくは試合にまったく出場していなかったが、組織と敵対するダニエル・ブライアンらベビーフェイスとの抗争が激化し、コーポレート・ケインとしてランニングに長ズボンという格好で試合に参加し始める。
しかし、シールドのオーソリティー離脱劇の際、シールドの不満の矛先となり合体パワーボムをみまわれるなど失態が増えHHHからの信頼は徐々に失われていった。
2014年のレッスルマニア30にてニュー・エイジ・アウトローズとのトリオでシールドに挑むも敗北、翌日のRAWではオーソリティー総出のダニエル・ブライアンへの襲撃に参加したが、シールドがブライアンの救出に駆けつけ、この件をHHHはケインの失態であるとして組織の運営部長職からの更迭を決め、ステファニーより赤い覆面を着けた"ビッグレッド・マシーン"に戻るよう指示された。4月21日のRAWにて、ステファニーが「WWE王座の次の挑戦者はケイン」とブライアンに告げると会場が真っ赤に染まり、入場ランプ以外のいずこから赤い覆面を着けたケインが現れブライアンを襲撃。最終的にステファニーの制止を無視しブライアンにツームストン・パイルドライバーを3発見舞った。その後もブライアンの妻になったブリー・ベラの試合中にリングに穴を開けて姿を現し、ベラを引きずり込もうとしたり、首を負傷したブライアンを更に襲撃するなど以前のような狂気的な面も見せたが、王座獲得はならなかった。
6月のPPVマネー・イン・ザ・バンクのマネー戦に乱入しオーソリティーが支持するセス・ロリンズを勝たせ、王座を賭けたハシゴ戦でもオーソリティー側のランディ・オートンを援護していたが、オートンまでラダーから落とすシーンもあり 王座を獲らせることはできず、オートンとの不協和音の漂う中迎えたPPVバトルグラウンドでの王座を賭けた4ウェイ戦では最終的にオートンの援護を辞め自らベルトへの欲を出した結果シナの防衛を許した。その後再び覆面を外し、素顔に背広姿のコーポレート・ケインに戻りオーソリティ側の人間として番組に登場している。

### 政界進出へ
2017年、テネシー州ノックス郡にて2018年5月に行われる予定の郡長選挙に立候補する意向を表明。3月23日に同郡選挙管理委員会に関係書類を提出。8月2日に投開票が行われ、当選した。
2018年6月26日、SmackDown Liveにてダニエル・ブライアン vs ハーパーの試合中にハーパーのパートナーであるローワンが介入して反則裁定になるが、尚も攻撃を続ける両者に対して入場口より登場。協力してブラジオン・ブラザーズを追い払いブライアンと抱擁を交わす。GMであるペイジが現れ、2013年以来となるチーム・ヘル・ノーの再結成と同時に7月15日に開催するExtreme Rules 2018でWWEスマックダウンタッグ王座を保持するブラジオン・ブラザーズとの王座戦を行う事を発表された。7月15日、Extreme Rules 2018にてWWEスマックダウンタッグ王座を保持するブラジオン・ブラザーズ（ハーパー & ローワン）に挑戦。試合前に襲撃を受けた為にブライアンが一人で試合に挑む事になり苦戦。中盤に助けに駆けつけるも左脚を痛めた状態であり試合を覆す事ができず、最後にブライアンがローワンのスピンキックから合体技を決められ敗戦した。
2019年9月16日、本名のグレン・ジェイコブス郡長として、ほぼ1年ぶりにRAWに出演。郡長の職権で、24/7王者のRトゥルースを地元のニーランド・スタジアム内部に案内した。随行の警察官がレフェリーの服装になった途端、Rトゥルースが逃げ出そうとしてゴールポストに激突したところをフォールして24/7王座を奪取。同日RAWの試合会場に車で着いた際、Rトゥルースに急襲されて24/7王座を奪回された。2021年3月、破壊兄弟の兄であるアンダーテイカーからWWE殿堂入りが発表された。
2022年8月に行われた郡長選挙で民主党候補のデビー・ヘルスリーを破り再選を果たす。

## 得意技

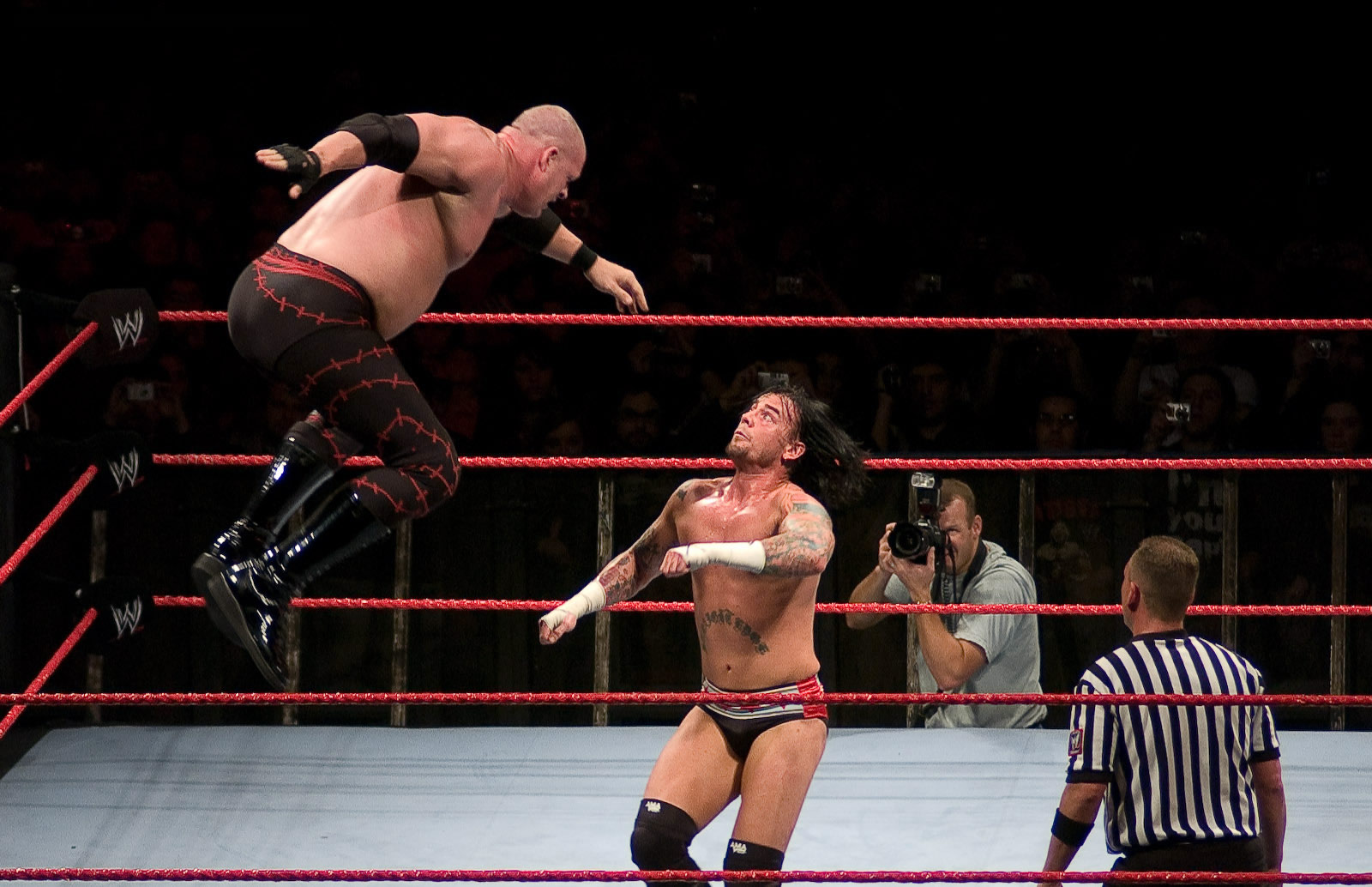
トップロープからのクローズライン

フィニッシュホールド 

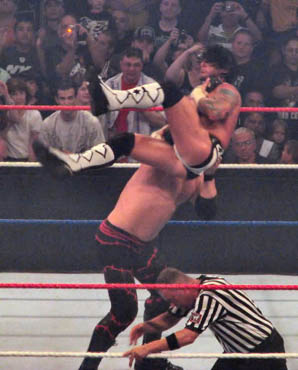
チョークスラム・フロム・ヘル
長年、使用しているフィニッシュ・ホールド。右手を上げる合図などジ・アンダーテイカーのものと共通点もあるが、ケインはより深く膝を曲げて叩きつけることが多い。

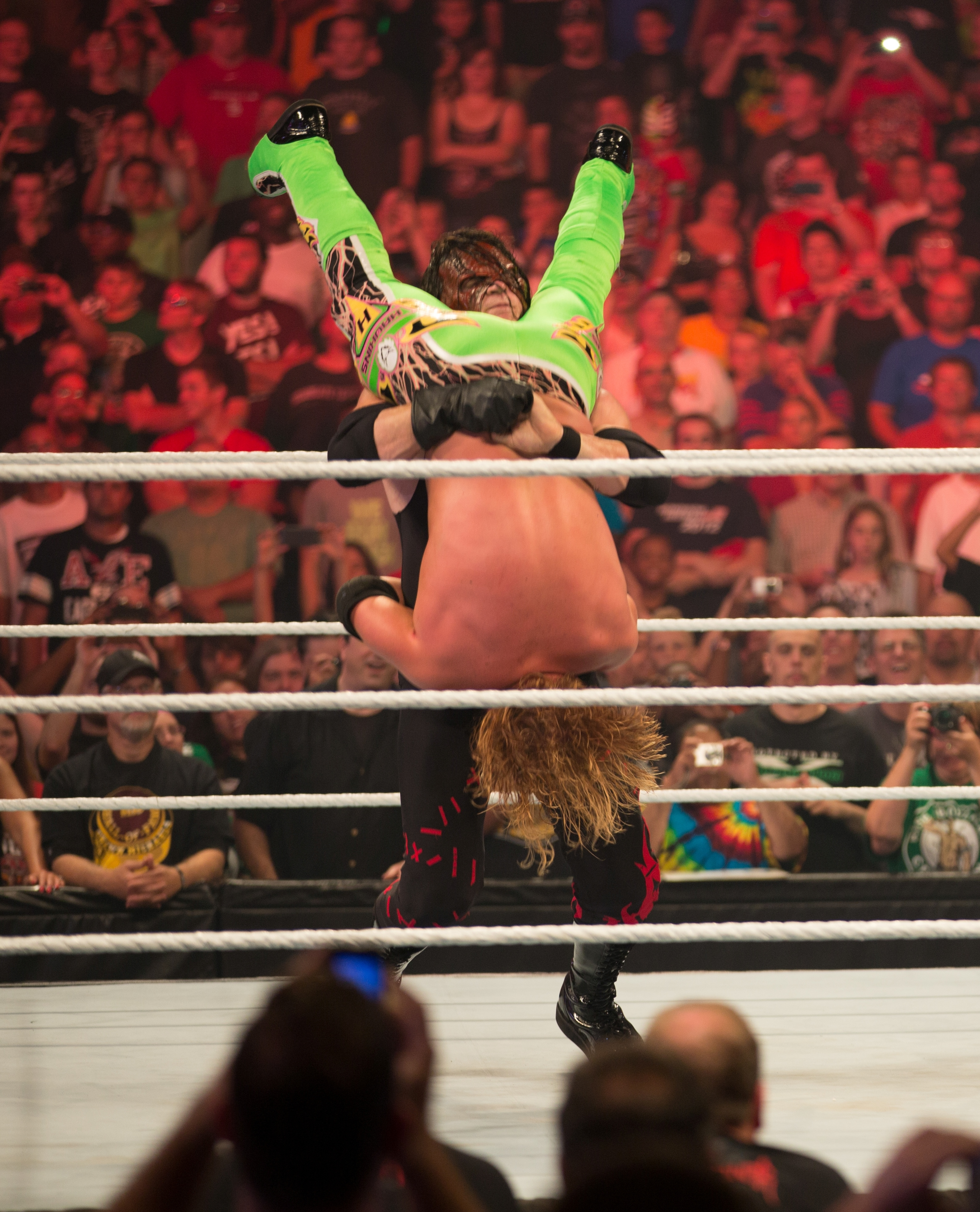
ツームストーン・パイルドライバー
テイカーとの抗争時や、レッスルマニアでピート・ローズに2年連続で使用したり、マクマホン・ファミリーに対して行うなど、ここ一番で使うフィニッシャー。テイカーと異なり、技の後は普通のフォールをする。この技を使うことを許されているのは彼ら2人だけである。
 その他得意技 
アッパーカット
地獄突き気味に放つ。テイカーとの試合では打ち合いになることが多い。
サイドウォークスラム
片手で軽々と相手を抱え上げ、2〜3歩歩いてから叩き付けるのが特徴である。
倒れ込み式ジャンピング・パワーボム
トップロープからのクローズライン
独特のフォームから放ち、着地後は巨体ながら俊敏に回転受け身を取って立ち上がるのが特徴的である。ケインとして現れた当初は抗争相手のアンダーテイカーが使用していた技を使う形だったが、徐々に自分の技として定着していった。一時期フィニッシュ技として使っていたが、現在はフィニッシュ前のつなぎ技として使用している。
ビッグブート
身長が高いため、足を高く上げなくても、たいていの相手は顔面に当たる。
ランニングDDT
アンダーテイカーもよく使用した技で、テイカーの出場が少なくなってからよく使用するようになった。

## その他
- 上述のようにWWEの所属期間は、入れ替わりの激しい団体の中でも極めて長く、現在の"ケイン"というギミックになってから既に20年を越えている。その間、常にトップレスラーとして活躍するも、そのキャラクター性からか王座に絡むことはあっても、頂点に立ったのは僅かに2回（WWFヘビー級王座、世界ヘビー級王座）だけである[9]。しかし現在までのケインとしてのギミックは一貫して変わっておらず[10]、そういった観点からジ・アンダーテイカーの次に成功した怪奇派レスラーという意見もあり、こういった存在は非常に貴重といえる。また、テイカー同様にヒールを演じていても歓声を浴びる存在となっている。
- ジ・アンダーテイカーとは抗争、共闘の愛憎劇を繰り広げてきたが、中でも最も人気が高いものとして、共闘した際にアナウンスされる "ブラザーズ・オブ・デストラクション（The Brothers of Destruction、破壊兄弟）" が挙げられる。今まで数回登場し、その存在感の絶対性から団体やファンからも一目置かれており、現在でもたまにであるが試合が組まれると注目の対戦カードとしてファンを沸かせている。不定期に再結成した際の試合はタッグ王者とのノンタイトル戦になることが多い。
- ニックネームの一つにビッグ・レッド・マシーン（Big Red Machine / 日本では「赤い処刑マシーン」と意訳されている）がある。1970年代のシンシナティ・レッズのニックネームと同じであることから、当時の所属選手で元メジャーリーグ選手のピート・ローズとの間に遺恨が生じ、レッスルマニアでピートがケインの試合に乱入してはツームストーン・パイルドライバーを受ける光景は一時期名物化した。後にこのケインとのムーブによって、ピート・ローズは2004年にWWE殿堂入りすることとなった。その際に、ケインが盾を授与するプレゼンターを務めた。
- 2006年にはケインが主演のホラー映画『See No Evil（邦題『シー・ノー・イーヴル 肉鉤のいけにえ』）』が全米で公開された。日本でも一部の地域で上映され、DVDも発売されている。彼の役柄＝主人公の名は「ジェイコブス・グッドナイト（Jacobs Goodnight）」と、自身の姓を名前にしている（日本語吹替えは天田益男が担当）。
- プライベートでは国語教師の資格を持ち、趣味は読書、途上国の児童の支援を行っているなど真面目な性格で知られ、非常にギミックとの差がある人物でもある。また常にノートパソコンを持ち歩いており、機械類に対しても強い。
- 右目に白いカラーコンタクトを使用している。
- WWEでも数少ないグランドスラムを達成した一人である。
- 大柄な体格を活かしたパワー技が売りだが、延髄斬り、ハリケーン・ラナ、ドロップキックなどの意外な技を披露したことがある。また、ビッグ・ショーを持ち上げてボディスラムを喰らわせたこともある。

## タイトル歴
WWF／WWE
- WWF世界ヘビー級王座 : 1回
- 世界ヘビー級王座 1回
- ECW王座:1回
- インターコンチネンタル王座 : 2回

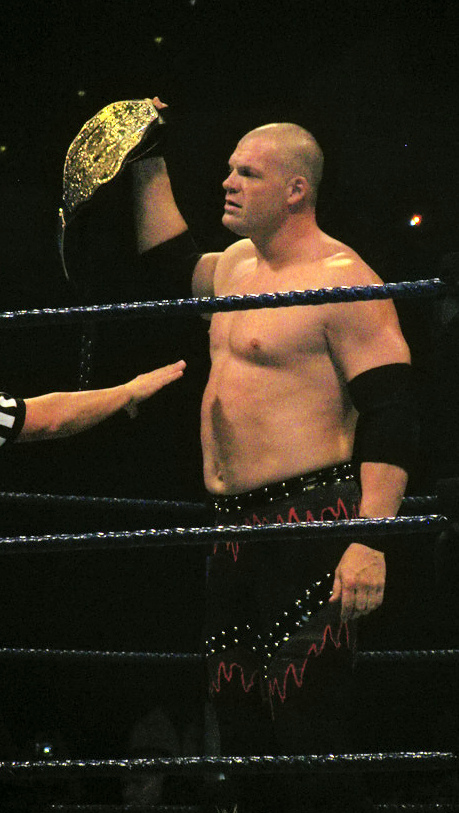
世界ヘビー級王座

- 世界タッグ王座 : 9回（w / マンカインド×2、ジ・アンダーテイカー×2、Xパック×2、ロブ・ヴァン・ダム、ザ・ハリケーン、ビッグ・ショー）
- WWEタッグ王座 ：2回（w / ビッグ･ショー、ダニエル・ブライアン）
- WCWタッグ王座 : 1回（w / ジ・アンダーテイカー）
- WWE・ハードコア王座 : 1回
- 24/7王座 : 1回
- WWE殿堂
- トリプルクラウン達成
- グランドスラム達成（2001年）

SMW
- SMWタッグ王座 : 1回（w / アル・スノー）

USWA
- USWAヘビー級王座 : 1回
- USWA南部ヘビー級王座 : 1回

## 入場曲
- Unholy
- Root Canal
- Disel Blues
- Burned 1997–2000
- Out of the Fire 2000–2002
- Slow Chemical (Finger Eleven) 2002–2008
- Man on Fire 2008-2011
- Veil of Fire 2011-2016
- Veil of Fire (Rise Up Remix) 2017-現在使用中